# Luci Publili Cels
Luci Publili Cels (en llatí: Lucius Publilius Celsus) va ser un magistrat romà del segle ii.
Va ser nomenat cònsol romà sota Trajà, l'any 113, segons diuen els fastos. Era molt apreciat per l'emperador, que fins i tot li va fer erigir una estàtua. En canvi, era enemic personal de l'emperador Hadrià abans de pujar al tron. Quan Hadrià va ser proclamat emperador l'any 117, el va fer matar quan era a Baies.